# Carl Rosenberg
Carl Frederik Vilhelm Mathildus Rosenberg (født 2. januar 1829 i Skanderborg, død 3. december 1885 i København) var en dansk historisk og politisk forfatter, far til forfatteren P.A. Rosenberg, skuespillerinden Soffy Walleen og komponisten Vilhelm Rosenberg. 
Rosenberg blev cand. jur. 1854, 1858 kancellist og 1863 fuldmægtig i Kirke- og Undervisningsministeriet, men fik 1866 afsked, fordi han ikke ville opgive sin politiske forfattervirksomhed. Når undtages et par flyveskrifter imod ministeriet Ørsted 1853—54, havde han indtil 1864 fortrinsvis syslet med litterære studier; han skrev talrige boganmeldelser i Dansk Maanedsskrift (1858—65), en Illustreret Verdenshistorie (1860) med særlig vægt på de kulturhistoriske forhold og en afhandling om Rolands-Kvadet (1861), hvorved han vandt doktorgraden. Men stærkt grebet af fædrelandets ulykke 1864 kastede han sig ivrig ind i drøftelsen af de politiske forhold, blandt andet i Fædrelandet, og udfoldede stor iver for at udbrede den nordiske enhedstanke og bane vej for dens virkeliggørelse, da han heri så Nordens eneste frelse. Han affattede 1864 et udkast til en nordisk union, der blev grundlag for de forhandlinger, som Karl XV samme år førte med den danske regering, og han udviklede denne tanke nærmere i en omfattende fremstilling af Den politiske Skandinavisme. 
Han var medstifter af Nordisk Samfund 1865 og forfattede på dets vegne en række Blade til Menigmand fra danske Skandinaver, som siden gik over til at blive Ugeblade til Menigmand (1867—69). Ligeledes var han medredaktør og flittig medarbejder af Hamiltons Nordisk tidskrift (1866—70), hvilket nærmest forvoldte hans afskedigelse. Endnu i nogle år fortsatte han denne politiske virksomhed (var 1873—74 redaktør af Dansk Ugeblad), men trak sig derefter tilbage i mismod og bitterhed imod Venstre — som han ellers i flere måder stod nær — fordi det ikke ville gøre forsvarssagen, som han selv omfattede med sværmerisk begejstring, til sin hovedopgave. Han var desuden en varm talsmand for Islands selvstændighed og fulgte med, da kong Christian IX 1874 drog til Island for at fejre dettes tusindårsfest. Han vendte sig derefter igen til sine historiske studier, skrev nogle folkeskrifter Danmark i 1848 (1873), Gustaf Adolf (1879), og samlede endelig sine kræfter til en. grundig og aandfuld fremstilling af Nordboernes Aandsliv, som han desværre kun fik halvt fuldendt (3 bind, 1878—85). I 1884 blev han docent ved universitetet i nordisk sprog og litteratur.